# Relaxin
Relaxin (fra latin, relaxare: slappe, løsne) er et hormon (et polypeptid), der blandt andet dannes under graviditeten. Hormonet dannes i moderkagen og i den del af æggestokken der kaldes Corpus Luteum.
Stoffet frigives ud i kroppen og har til formål at blødgøre livmoderhalsen, samt løsne bækkenet. Det har til formål at forberede den gravide kvinde på fødslen.
Stoffet relaxin går også i kroppens øvrige led, hvilket en af årsagerne til at kvinder kan få stærke ledsmerter, især i ryg og lænd, under deres graviditet.
Dette kan, udover smerterne, give søvnproblemer hos den gravide.